# Magnús Arason
Magnús Arason, född 1683, död 1728 genom drunkning i Breiðafjörður, var en isländsk matematiker och kartograf.
Efter att ha blivit student på Island reste Arason 1705 till Köpenhamn. Han deltog som ingenjörskapten under Peder Tordenskjold i Stora nordiska kriget. År 1721 sändes han av kung Fredrik IV av Danmark till Island för att uppmäta och kartlägga såväl landet som havet vid kusterna, under vilket arbete han drunknade. Han var den förste, som utförde noggranna landmätningar på Island.